# Moisés Santiago Bertoni
 (janvier 2019).
Si vous disposez d'ouvrages ou d'articles de référence ou si vous connaissez des sites web de qualité traitant du thème abordé ici, merci de compléter l'article en donnant les références utiles à sa vérifiabilité et en les liant à la section « Notes et références ».
Pour les articles homonymes, voir Bertoni.
Mosè Giacomo Bertoni, connu  en espagnol sous le nom Moisés Santiago Bertoni, né le 15 juin 1857 à Lottigna et mort le 19 septembre 1929  à Foz do Iguaçú (Brésil), est un naturaliste suisse-paraguayen.

## Biographie
Il est le fils d'Ambroise Bertoni, un avocat et juriste, et de Josefina Torreani, une enseignante de Milan. Après avoir mené des études de droit à Zurich et de sciences naturelles à Genève, il émigre en Amérique du Sud en mars 1884, juste avant d'obtenir sa licence en botanique. Il se fixe au Paraguay dès 1887.
Bertoni a mené des recherches en botanique, en météorologie et en anthropologie. Il a découvert et classé de nombreuses nouvelles espèces de plantes et a laissé une collection de plus de 7 000 espèces végétales et environ 6 500 insectes. Une des plantes qu'il a étudiées en profondeur, était ka'a he'ê (Stevia rebaudiana), une plante indigène au Paraguay, qui est devenu important comme édulcorant non calorique, réputé pour être 300 fois plus sucré que le sucre. Il a également classé scientifiquement yerba mate (Ilex paraguariensis).
Il est mort du paludisme le 19 septembre 1929, à l'âge de 72 ans, dans la ville de Foz do Iguaçu au Brésil, et a été enterré à Puerto Bertoni, au Paraguay.
Sa femme vivait à Encarnación et il n'a jamais su qu'elle était morte trois semaines auparavant.